# HD 32450
HD 32450 is een oranje dwerg met een spectraalklasse van K7.V. De ster bevindt zich 27,33 lichtjaar van de zon.